# Боро Чаушев
Боро Чаушев (Неготино, 1917 — Скопље, 2001) био је генерал-мајор милиције.

## Биографија
Пре рата је био радник на железници. Члан КПЈ-а је од 1940, а НОР-а од 1941. године. У рату је био борац Тиквешког партизанског одреда, политички комесар Четрнаесте македонске бригаде, као и педесете и четрдесет осме дивизије.
Од 1950. године је командант милиције НР Македоније, секретар за унутрашње послове Македоније, члан републичког Извршног већа и др.
Биран је за републичког и савезног посланика. Такође је био и командант Главног штаба за народну одбрану СР Македоније.
Одликован је између осталог и Орденом братства и јединства (ОБЈ) са златним венцем, Орденом заслуга за народ (ОЗН) са златном звездом.